# Mustela lutreola
Il visone europeo (Mustela lutreola Linnaeus, 1761), noto anche come lutreola, è una specie semi-acquatica di mustelide originaria dell'Europa.
Ha una colorazione simile a quella del visone americano, ma è leggermente più piccolo e possiede un cranio meno specializzato. Nonostante presenti nome, struttura fisica e comportamento simili, il visone europeo non è un parente stretto del visone americano, ma della puzzola europea e della donnola siberiana (kolonok). Il visone europeo vive prevalentemente lungo torrenti di foresta che congelano raramente durante l'inverno. Si nutre soprattutto di arvicole, rane, pesci, crostacei e insetti.
Il visone europeo è classificato dalla IUCN tra le specie in pericolo critico a causa della sua continua diminuzione; è stato calcolato che nel corso delle ultime tre generazioni il numero di esemplari sia diminuito di oltre il 50%, e si prevede che il tasso di diminuzione superi l'80% nel corso delle successive tre generazioni. La popolazione di visoni europei iniziò a diminuire durante il XIX secolo, quando la specie scomparve rapidamente da alcune parti dell'Europa centrale. Nel corso del XX secolo, il numero di visoni è diminuito in tutto il loro areale; è stato ipotizzato che dietro questo calo vi sia una combinazione di fattori, tra cui il cambiamento climatico, la competizione con il visone americano introdotto dall'uomo (nonché le malattie da esso trasmesse), la distruzione dell'habitat, la diminuzione del numero di gamberi di fiume e l'ibridazione con la puzzola europea. In Europa centrale e Finlandia il declino ha preceduto l'introduzione del visone americano, ed esso è probabilmente dovuto alla distruzione degli ecosistemi fluviali, mentre in Estonia il declino sembra coincidere con la diffusione del visone americano.

## Tassonomia
I resti fossili di visone europeo sono molto rari; ciò fa supporre che la specie sia giunta in Europa relativamente di recente, giungendo probabilmente dal Nordamerica, o il frutto di una speciazione recente dovuta all'ibridazione. Probabilmente fece la sua comparsa nel Pleistocene medio; alcuni fossili rinvenuti in grotte europee, risalenti al Pleistocene superiore, fanno ipotizzare un antico sfruttamento da parte dell'uomo. Le analisi genetiche indicano che, piuttosto che con il visone americano, il visone europeo è strettamente imparentato con la puzzola europea (forse a causa di passate ibridazioni) e con la donnola siberiana, costituendo una forma intermedia tra le puzzole vere e proprie e gli altri membri del genere. La stretta parentela che intercorre tra il visone e la puzzola è indicata anche dal fatto che i due possono ibridarsi.

### Sottospecie
Gli studiosi riconoscono sette sottospecie di visone europeo:

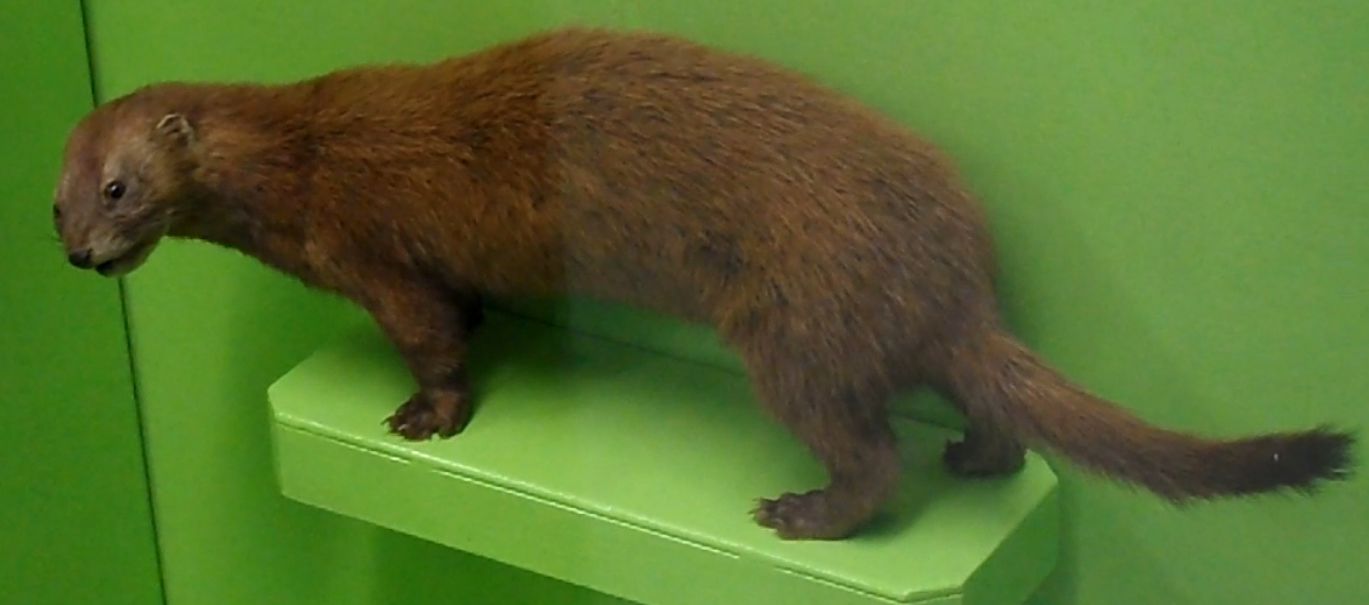
M. l. transsylvanica.

- M. l. lutreola Linnaeus, 1761. Originaria delle regioni settentrionali della Russia europea e della Finlandia, presenta un manto castano-brunastro o marrone scuro, con una larga fascia più scura sul dorso. Ha la punta della coda nera e il sottopelo grigio-bluastro scuro. Il pelo è ovunque lungo, compatto e sericeo. I maschi adulti hanno una lunghezza testa-corpo di 365–380 mm e una coda di 137–150 mm (misura pari al 38% della lunghezza del corpo)[13].
- M. l. biedermanni Matschie, 1912. È la sottospecie originaria della Francia.
- M. l. binominata Ellerman e Morrison-Scott, 1951.
- M. l. cylipena Matschie, 1912. È originaria della regione di Kaliningrad e di Lituania, Lettonia occidentale, Europa centrale esclusa la sua parte occidentale (Francia), Ungheria, Romania, ex Jugoslavia e Polonia. Sottospecie di grandi dimensioni, è solo leggermente più piccola di M. l. turovi. Ha un manto piuttosto scuro, corrispondente a quello di M. l. novikovi. I maschi adulti hanno una lunghezza testa-corpo di 420–430 mm e le femmine di 370–400 mm. La coda misura 160 mm nei maschi e 140–180 mm nelle femmine[14].
- M. l. novikovi Ellerman e Morrison-Scott, 1951. È originaria delle regioni centrali della parte europea dell'ex Unione Sovietica (Estonia, Lituania orientale, Bielorussia, Ucraina orientale, regioni del basso Don e del basso Volga). Forma di medie dimensioni, è leggermente più grande di M. l. lutreola. Rispetto a M. l. lutreola presenta una colorazione più chiara, tenné scuro o marrone scuro, dai riflessi rossastri chiari. La fascia scura sul dorso è poco definita o del tutto assente. Il pelo è ovunque più corto, meno fitto e meno sericeo rispetto a quello di M. l. lutreola. I maschi adulti hanno una lunghezza testa-corpo di 360–420 mm[15].
- M. l. transsylvanica Éhik, 1932. È originaria di Moldavia, Romania, Ungheria, Bulgaria ed ex Jugoslavia. Di dimensioni inferiori rispetto a M. l. turovi, è dotata di un manto color tenné scuro[16].
- M. l. turovi Kuznetsov in Novikov, 1939. È originaria del Caucaso, delle regioni del basso Volga e del basso Don e, probabilmente, dell'Ucraina orientale. Sottospecie di grandi dimensioni, presenta un pelame abbastanza lungo, ma rado e ruvido, e un sottopelo meno compatto. È di colore tenné chiaro o marrone chiaro con evidenti riflessi ruggine. Il sottopelo è grigio-bluastro chiaro. I segni bianchi sulle guance sono più frequenti che in altre sottospecie. Le estremità degli arti sono spesso bianche. I maschi adulti generalmente hanno una lunghezza testa-corpo superiore ai 420 mm[15].

## Descrizione

### Struttura fisica

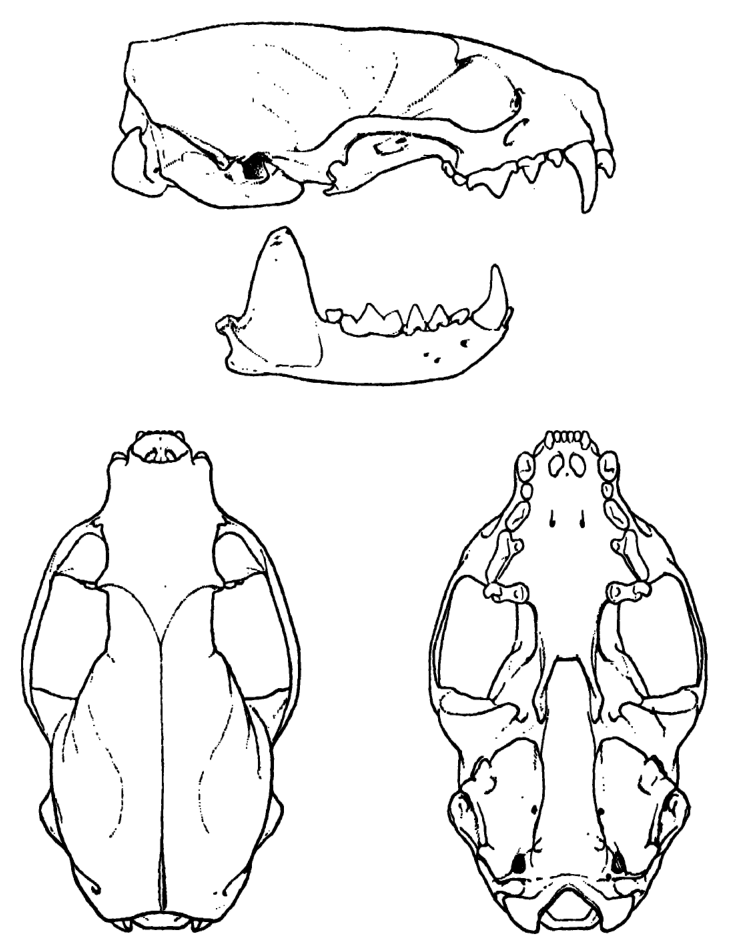
Il cranio, tratto da Catalogue of the Mammals of Western Europe di Miller; collezione del British Museum.

Il visone europeo è un tipico rappresentante del genere Mustela, con un corpo molto allungato dotato di zampe brevi. Tuttavia, rispetto alla donnola siberiana, sua stretta parente, il visone ha un corpo più compatto e meno esile, più simile a quello del furetto e della puzzola europea. Il visone europeo ha una testa grande e larga munita di corte orecchie. Gli arti sono brevi, con membrane interdigitali relativamente ben sviluppate, in particolare quelli delle zampe posteriori. La coda è corta, e non supera mai metà della lunghezza del corpo (costituisce circa il 40% della lunghezza totale). Il cranio del visone europeo è meno allungato di quello della donnola siberiana, con arcate zigomatiche più larghe e una regione facciale meno massiccia. Nell'aspetto generale, il cranio ha una forma intermedia tra quello della donnola siberiana e quello della puzzola europea. Complessivamente, è meno specializzato per la dieta carnivora di quello delle puzzole e del visone americano. I maschi hanno una lunghezza testa-tronco di 373–430 mm, le femmine di 352–400 mm. La coda misura 153–190 mm nei maschi e 150–180 mm nelle femmine. Il peso è di 550-800 g. Il visone europeo è un animale agile e veloce, capace di nuotare e immergersi con grande abilità. È in grado di correre lungo l'alveo dei torrenti e di rimanere sott'acqua per uno o due minuti. Quando nuota, avanza muovendo simultaneamente le zampe anteriori e posteriori.

### Mantello

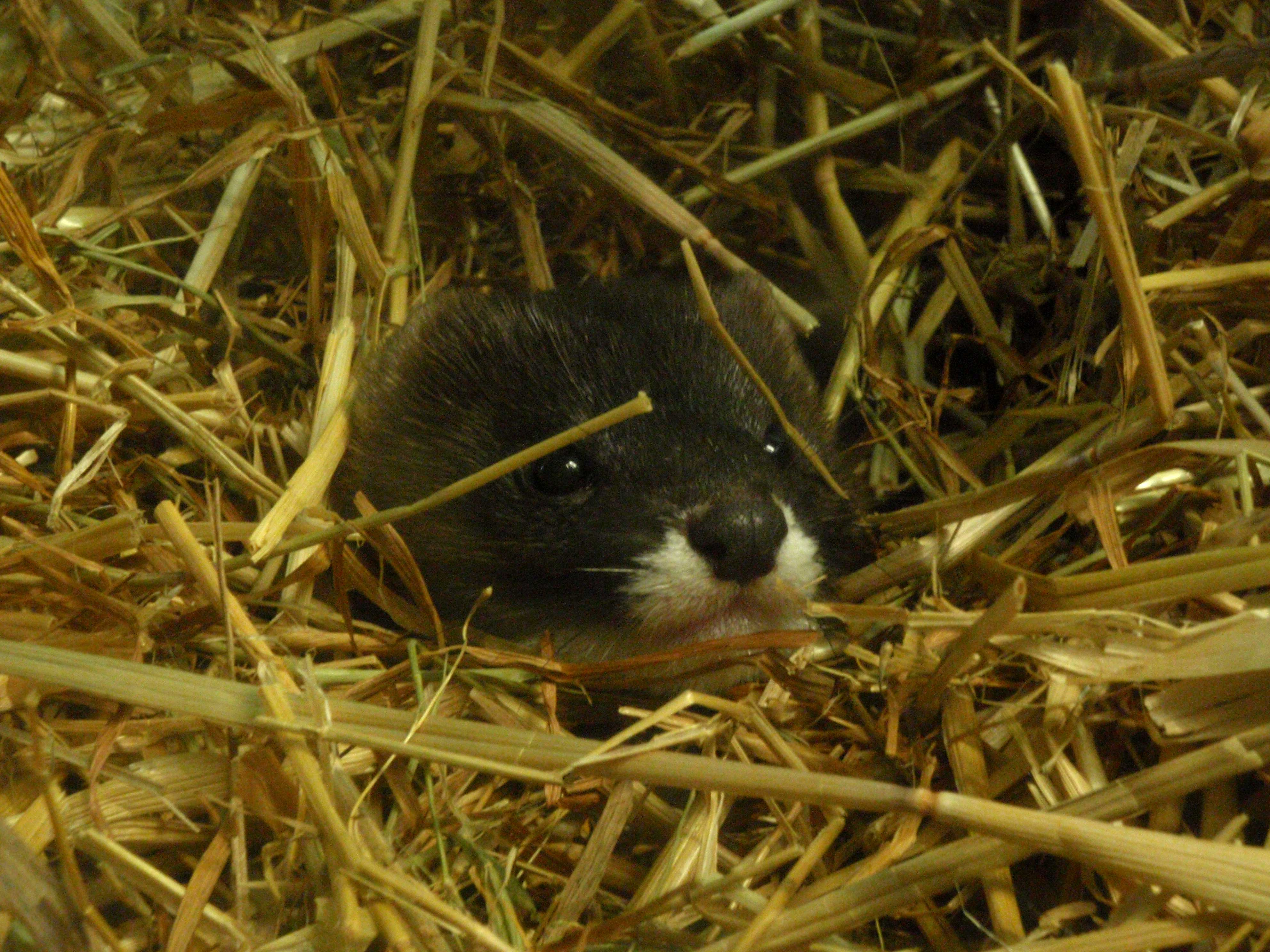
Primo piano di visone europeo. Notare i segni bianchi sul labbro superiore, assenti in quello americano.

Il mantello invernale del visone europeo è molto spesso e folto, ma non lungo, e si distacca facilmente dalla pelle sottostante. Il sottopelo è particolarmente fitto rispetto a quello degli altri membri del genere Mustela, di abitudini più terricole. I peli di guardia sono abbastanza ruvidi e lucenti, con peli di contorno molto larghi appiattiti nel mezzo, come in altri mammiferi acquatici. I peli del dorso e quelli del ventre hanno una lunghezza simile, ulteriore adattamento allo stile di vita semi-acquatico della specie. Il mantello estivo è un po' più corto, ruvido e meno fitto di quello invernale, ma le differenze sono esigue rispetto a quelle che si riscontrano nei mustelidi rigorosamente terricoli.
Negli esemplari di colore scuro, la pelliccia è marrone scura o quasi nera, mentre gli esemplari chiari sono di colore bruno-rossastro. Il colore della pelliccia è lo stesso in ogni zona del tronco, ma in pochi casi il ventre è un po' più chiaro delle regioni superiori. Negli esemplari particolarmente scuri, è presente un'ampia fascia dorsale più scura del resto del corpo. Zampe e coda sono leggermente più scuri del tronco. Sulla faccia risalta il bianco del labbro superiore e inferiore e del mento. Zone bianche possono essere presenti anche sulla superficie inferiore di collo e petto. Sono noti anche esemplari albini o dal mantello interamente ricoperto di macchie bianche. Il mantello estivo è un po' più chiaro, dai toni sporchi, con riflessi più rossastri.

### Differenze con il visone americano
Il visone europeo è simile al visone americano, ma si differenzia da esso sotto alcune importanti caratteristiche. Nella specie americana la coda è più lunga, e raggiunge quasi metà della lunghezza del corpo. La pelliccia invernale del visone americano è più folta, più lunga e si distacca molto più difficilmente dalla pelle sottostante di quella del visone europeo. Diversamente da quest'ultimo, che presenta macchie bianche sia sul labbro superiore che su quello inferiore, il visone americano presenta macchie bianche sul solo labbro superiore, e soltanto molto raramente. Il cranio del visone europeo è molto meno specializzato ad una dieta carnivora di quello della specie americana, presentando caratteristiche più infantili, come una dentatura più debole e proiezioni molto meno sviluppate. È stato inoltre riportato che il visone europeo sia meno efficiente sott'acqua della specie americana.

## Biologia

### Comportamento

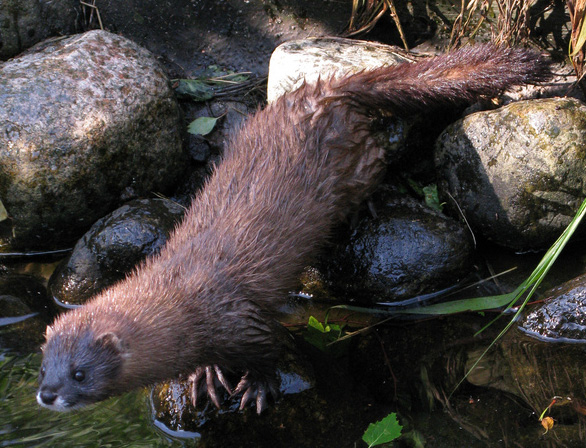
Esemplare presso uno stagno.

Il territorio occupato da un visone europeo non è molto esteso, forse perché lungo le sponde dei piccoli specchi d'acqua in cui vive è in grado di trovare un'abbondante disponibilità di cibo. Le dimensioni del territorio variano a seconda della disponibilità di cibo: nelle zone occupate da marcite, dove il cibo è scarso, un territorio può estendersi anche per 60-100 ettari, ma generalmente la sua area si aggira sui 12-14 ettari. I territori estivi sono meno estesi di quelli invernali. Lungo le sponde di un corso d'acqua, un territorio può estendersi su 250-2.000 m di lunghezza e 50–60 m di larghezza.
Il visone europeo occupa sia una tana permanente che più rifugi temporanei. La prima viene utilizzata durante tutto l'anno, fatta eccezione per il periodo delle inondazioni, ed è situata a non più di 6-10 metri dalla riva. La costruzione della tana non è un'operazione complessa, in quanto essa consiste di uno o due passaggi di 8–10 cm di diametro e di 140–150 cm di lunghezza, che conducono ad una camera nido di 48 × 55 cm. Il pavimento della camera nido viene rivestito con paglia, muschio, peli di topo e piume. La specie conduce un'esistenza più sedentaria del visone americano, e quando il clima è particolarmente rigido trascorre lunghi periodi di tempo all'interno della tana.

### Riproduzione
Durante la stagione degli amori gli organi sessuali della femmina si ingrandiscono notevolmente e assumono una colorazione rosa-lillà; nelle femmine di visone americano, al contrario, gli organi sessuali mantengono la stessa colorazione. Allo zoo di Mosca, l'estro è stato osservato tra il 22 e il 26 di aprile; durante questo periodo, gli animali copulavano per un periodo variabile tra i 15 minuti e un'ora. In media ogni nidiata comprende dai tre ai sette piccoli. Alla nascita, i piccoli pesano circa 6,5 g, ma crescono rapidamente, e già 10 giorni dopo la nascita il loro peso è triplicato. Nascono ciechi, ed aprono gli occhi dopo 30-31 giorni. Il periodo di lattazione dura tra i due mesi e i due mesi e mezzo, ma i piccoli iniziano ad assumere cibo solido già a 20-25 giorni di età. Verso i 56-70 giorni di età accompagnano la madre nelle sue spedizioni in cerca di cibo, e divengono indipendenti all'età di 70-84 giorni.

### Alimentazione
Il visone europeo ha una dieta diversificata, costituita in gran parte da rappresentanti della fauna acquatica e ripariale. Essa non si discosta molto da quella del visone americano. Le arvicole costituiscono la sua fonte di cibo principale, seguite da vicino da crostacei, rane e insetti acquatici. I pesci sono un'importante fonte di cibo nelle pianure alluvionali; in alcuni casi registrati dei visoni sono riusciti a catturare dei pesci del peso di 1,0-1,2 kg. Il fabbisogno di cibo giornaliero del visone europeo è di 140-180 g. Nei periodi in cui il cibo è abbondante, il visone ne nasconde un po' in nascondigli sicuri.

## Distribuzione e habitat
Il visone europeo è diffuso solamente in Europa. Nel XIX secolo, quando era molto diffuso, il suo areale si estendeva dalla Spagna settentrionale a ovest al fiume Ob (poco a oriente degli Urali) a est, e dalla regione di Arkhangelsk a nord fino alle pendici settentrionali del Caucaso a sud. Nel corso degli ultimi 150 anni, tuttavia, il numero di esemplari è diminuito del 90% e la specie è scomparsa o è divenuta molto rara in gran parte del suo areale storico. Il suo areale attuale comprende una popolazione isolata in Spagna settentrionale e Francia occidentale, situata a notevole distanza dalla roccaforte della specie, in Europa orientale (Lettonia, Estonia, Bielorussia, Ucraina, regioni centrali della Russia europea, delta del Danubio in Romania, e Bulgaria nord-occidentale). La specie è presente dal livello del mare fino a 1.120 m di altitudine. In Estonia il visone è stato reintrodotto con successo sulle isole di Saaremaa e Hiiumaa.

## Declino

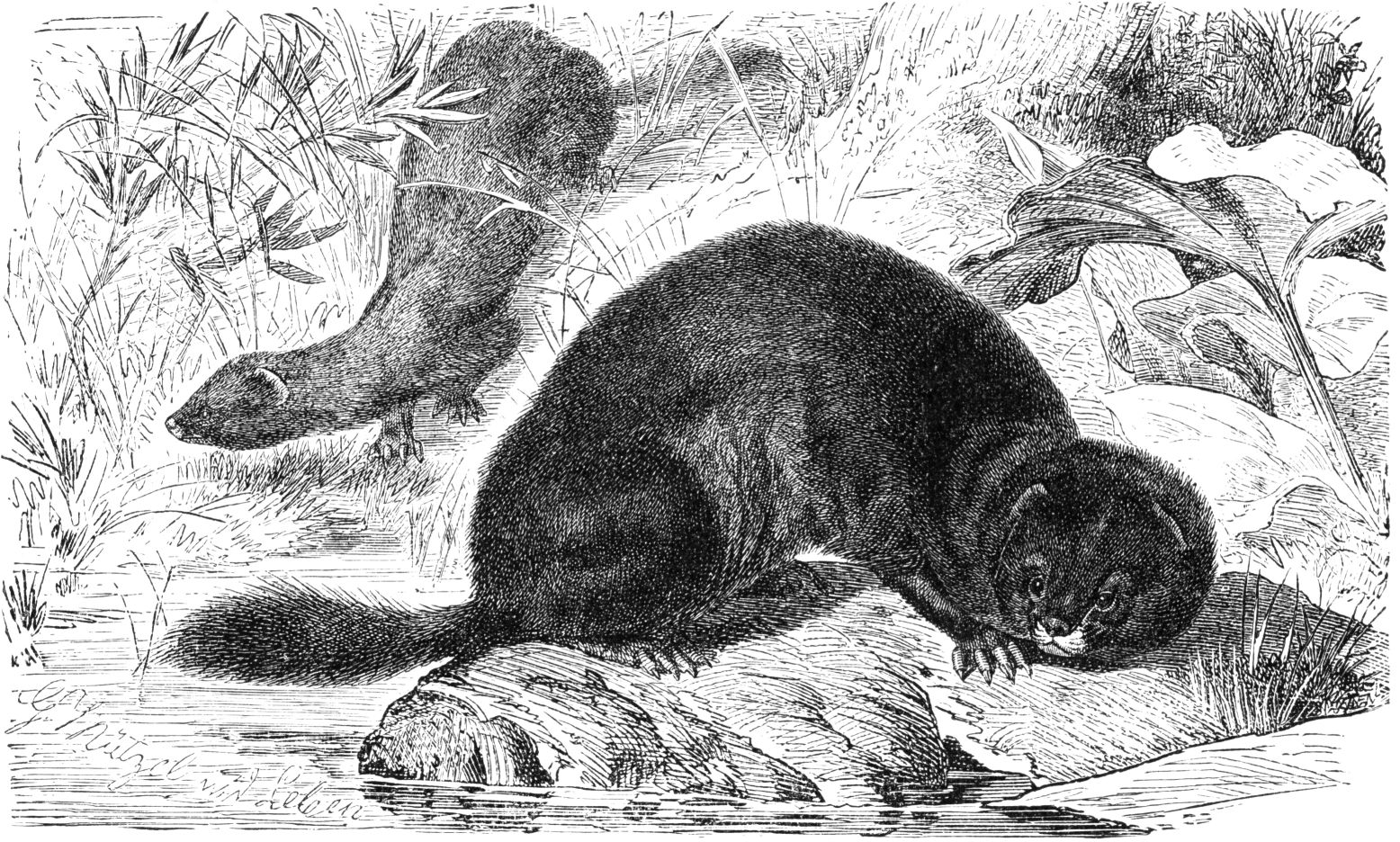
Disegno tratto dalla Vita degli animali di Alfred Edmund Brehm.

Le più antiche testimonianze riguardanti il declino del visone europeo provengono dalla Germania, dove la specie scomparve da alcune aree già a partire dalla metà del XVIII secolo. In Svizzera scomparve prima degli inizi del XX secolo, e in Austria gli ultimi esemplari furono avvistati alla fine del XVIII secolo. Nel XX secolo, tra gli anni '30 e '50, il visone europeo scomparve da Polonia, Ungheria, Cecoslovacchia e, forse, Bulgaria. In Finlandia la specie diminuì drasticamente tra gli anni '20 e '50; si riteneva che fosse scomparsa dal paese negli anni '70, fino a quando, negli anni '90, non ne vennero avvistati alcuni esemplari. In Lettonia il visone europeo era ritenuto scomparso ormai da decenni, ma nel 1992 ne venne catturato un esemplare. In Lituania gli ultimi esemplari vennero catturati nel 1978-79. Durante gli anni '80 la specie diminuì rapidamente in Estonia e Bielorussia, tanto che negli anni '90 ne rimanevano solamente poche sparute popolazioni nelle regioni nord-orientali di entrambi i paesi. In Ucraina il declino della specie ebbe inizio verso la fine degli anni '50, e attualmente ne rimangono solamente poche popolazioni isolate lungo il corso superiore dei fiumi della regione dei Carpazi. In Moldavia il numero di esemplari è diminuito drasticamente nel corso degli anni '30, e alla fine degli anni '80 ne rimaneva un'unica popolazione, confinata lungo il corso inferiore del fiume Prut, al confine con la Romania. In Romania il visone europeo era molto comune e ampiamente diffuso, tanto che nel solo 1960 ne furono catturati tra gli 8.000 e i 10.000 esemplari. Attualmente, la popolazione rumena è confinata nell'area del delta del Danubio. Nella Russia europea, agli inizi del XX secolo, il visone europeo era molto numeroso e diffuso, ma il numero di capi iniziò a diminuire tra gli anni '50 e '70. La roccaforte della specie in questo paese era la regione di Tver, ma a partire dagli anni '90 il visone europeo iniziò a diminuire anche in quest'area, dopo che questa era stata colonizzata dai visoni americani. Tra il 1981 e il 1989, 388 visoni europei furono introdotti su due isole delle Curili, ma negli anni '90 il numero di esemplari ivi presente era divenuto inferiore rispetto a quello originario. In Francia e Spagna sopravvive una colonia isolata, il cui areale si estendeva dalla Bretagna al nord della Spagna. Sopralluoghi effettuati negli anni '90, tuttavia, indicano che la specie era scomparsa da tutta la parte settentrionale di questa parte dell'areale.

### Cause del declino

#### Perdita dell'habitat
Il declino del visone europeo dovuto alla perdita dell'habitat ha avuto inizio durante la piccola era glaciale, ma si è aggravato sempre più a causa delle attività umane. In quanto la specie è molto più legata alle zone umide di quanto non lo sia il visone americano, il suo declino in Europa centrale, Estonia, Finlandia, Russia, Moldavia e Ucraina è stato correlato al prosciugamento di piccoli fiumi. Nella Germania della metà del XIX secolo, per esempio, la popolazione di visoni scomparve nel giro di un solo decennio a causa dell'aumento delle opere di prosciugamento dei terreni. Anche se la bonifica delle zone umide e il prosciugamento dei fiumi hanno sicuramente portato alla scomparsa e alla frammentazione di alcune popolazioni, la specie è scomparsa o si trova sull'orlo dell'estinzione anche in paesi dove rimangono tuttora vaste aree umide incontaminate, come la Polonia, l'Ungheria, l'ex Cecoslovacchia, la Finlandia e la Russia, dove è probabile che il declino sia da imputare allo sviluppo dell'agricoltura estensiva.

#### Caccia
Il visone europeo è sempre stato oggetto di una caccia intensiva, soprattutto in Russia, dove in alcuni distretti veniva temporaneamente messa al bando per consentire il recupero della popolazione. Agli inizi del XX secolo in Unione Sovietica venivano abbattuti ogni anno tra i 40.000 e i 60.000 visoni, con una punta record di 75.000 capi (cifra superiore all'intero numero di visoni europei attualmente esistenti). In Finlandia, negli anni '20, le catture annue erano sull'ordine dei 3.000 capi. In Romania, verso il 1960, se ne catturavano 10.000 ogni anno. Tuttavia, questa causa da sola non può spiegare la scomparsa dalle aree dove la caccia non è mai stata così intensa, come la Germania.

#### Declino del gambero di fiume
Come una delle possibili cause della diminuzione del numero dei visoni è stato tirato in ballo anche il declino del gambero di fiume europeo, dal momento che i visoni sono completamente assenti a est degli Urali, dove non vi sono neanche i gamberi di fiume. In Finlandia la diminuzione dei visoni è stata messa in correlazione anche con la strage dei gamberi di fiume, tra gli anni '20 e '40, avvenuta ad opera di un fungo parassita, Aphanomyces astaci. Il visone, inoltre, non è mai riuscito ad espandere il suo areale verso ovest, in Scandinavia, una zona che non ricade entro i confini dell'areale del gambero di fiume.

#### Competizione con il visone americano e malattie
Il visone americano venne introdotto e rilasciato in Europa durante gli anni '20 e '30. Esso è meno dipendente del visone europeo dalle zone umide, e rispetto a quest'ultimo è più grande del 20-40%. L'impatto che i visoni americani inselvatichiti hanno avuto sulle popolazioni di visone europeo è stato spiegato attraverso il principio di esclusione competitiva e con il fatto che il visone americano si riproduce un mese prima della specie europea. Nelle femmine di visone europeo che si sono accoppiate con un visone americano l'embrione viene riassorbito, perciò per quell'anno esse non sono più in grado di riprodursi con i loro conspecifici. Anche se la presenza del visone americano coincise con il declino del visone europeo in Bielorussia ed Estonia, in alcune aree il declino di quest'ultimo ha preceduto di molti anni l'introduzione del visone americano, e vi sono aree in Russia dove, pur essendo assente la specie americana, il visone europeo è in continua diminuzione.
Anche le malattie diffuse dal visone americano possono aver contribuito al declino. Tra i parassiti del visone europeo figurano almeno ventisette specie di elminti, tra cui 14 trematodi, due cestodi e 11 nematodi. Il visone è anche vulnerabile alla filariasi polmonare, alla krenzomatiasi e alla skrjabingylosi. Nelle regioni di Leningrado e di Pskov, il 77,1% dei visoni europei è risultato infetto da skrjabingylosi.

#### Ibridazione e competizione con la puzzola europea
Agli inizi del XX secolo, l'Europa settentrionale attraversò un periodo climatico caldo che coincise con un'espansione verso nord dell'areale della puzzola europea. Forse la popolazione dei visoni europei è stata gradualmente assorbita in quella delle puzzole in seguito ad ibridazione. Inoltre, la competizione con le puzzole, provocata da mutamenti ambientali a favore di queste ultime, è aumentata notevolmente. In un caso documentato, una puzzola ha assalito un visone e l'ha trascinato all'interno della sua tana.
Gli ibridi puzzola-visone vengono chiamati khor'-tumak dai pellicciai e khonorik dagli appassionati. Questi ibridi sono molto rari in natura e generalmente sono presenti soltanto nelle aree dove i visoni sono in diminuzione. Un ibrido puzzola-visone ha una maschera facciale poco definita, pelo giallo sulle orecchie, sottopelo grigio-giallo e lunghi peli di guardia color marrone scuro. Di dimensioni piuttosto grandi, i maschi presentano dimensioni paragonabili a quelli delle puzzole europee più grosse (1.120-1.746 g di peso e 41–47 cm di lunghezza), e le femmine sono molto più grandi delle femmine di visone (742 g di peso e 37 cm di lunghezza). La maggioranza degli ibridi puzzola-visone ha un cranio che presenta maggiori somiglianze più con quello della puzzola che con quello del visone. Gli ibridi sono in grado di nuotare bene come i visoni e di introdursi in cerca di preda nelle gallerie di altri animali come le puzzole. Sono molto difficili da addomesticare e da far riprodurre, in quanto i maschi sono sterili, anche se le femmine sono fertili. Il primo ibrido puzzola-visone in cattività venne creato nel 1978 dallo zoologo sovietico Dmitry Ternovsky di Novosibirsk. Originariamente allevati per la loro pelliccia (molto più apprezzata di quella di entrambe le specie originarie), la produzione di questi ibridi è declinata man mano che la popolazione di visoni europei diminuiva. Gli studi di ecologia comportamentale effettuati sugli ibridi che vivono allo stato brado lungo il corso superiore del fiume Lovat indicano che questi animali si allontanano di più dagli habitat acquatici più di quanto non facciano i visoni puri, e che tollerano la presenza sia di puzzole che di visoni all'interno del loro territorio, anche se gli esemplari di maggiori dimensioni (specialmente quelli di sesso maschile) cercano di allontanare questi intrusi. Durante l'estate, la dieta degli ibridi puzzola-visone è più simile a quella del visone che a quella della puzzola, in quanto composta prevalentemente da rane. Durante l'inverno, il loro menu ricorda più quello delle puzzole, e rispetto all'estate consumano un maggior numero di roditori, anche se continuano a nutrirsi soprattutto di rane e solo di rado consumano carcasse di ungulati, come invece fanno le puzzole.

#### Predazione
Tra i predatori del visone europeo figurano la puzzola europea, il visone americano, l'aquila reale, i grandi rapaci notturni e la volpe rossa. Il numero delle volpi è aumentato enormemente nelle aree dove lupi e linci eurasiatiche sono stati eliminati, nonché in quelle dove vengono praticate tecniche moderne di silvicoltura. Essendo le volpi rosse note predatrici dei mustelidi, un'eccessiva predazione da parte delle volpi potrebbe essere stato un ulteriore fattore della diminuzione dei visoni, anche se è poco probabile che lo sia stato in Finlandia, dove il numero di volpi diminuì considerevolmente durante i primi anni del XX secolo.